# Újezd u Sezemic
Újezd u Sezemic (en allemand : Aujest) est une commune du district de Pardubice, dans la région de Pardubice, en République tchèque. Sa population s'élevait à 253 habitants en 2024.

## Géographie
Újezd u Sezemic se trouve à 11 km au nord-est de Pardubice, à 11 km au sud-est de Hradec Králové et à 102 km au nord-est de Prague.

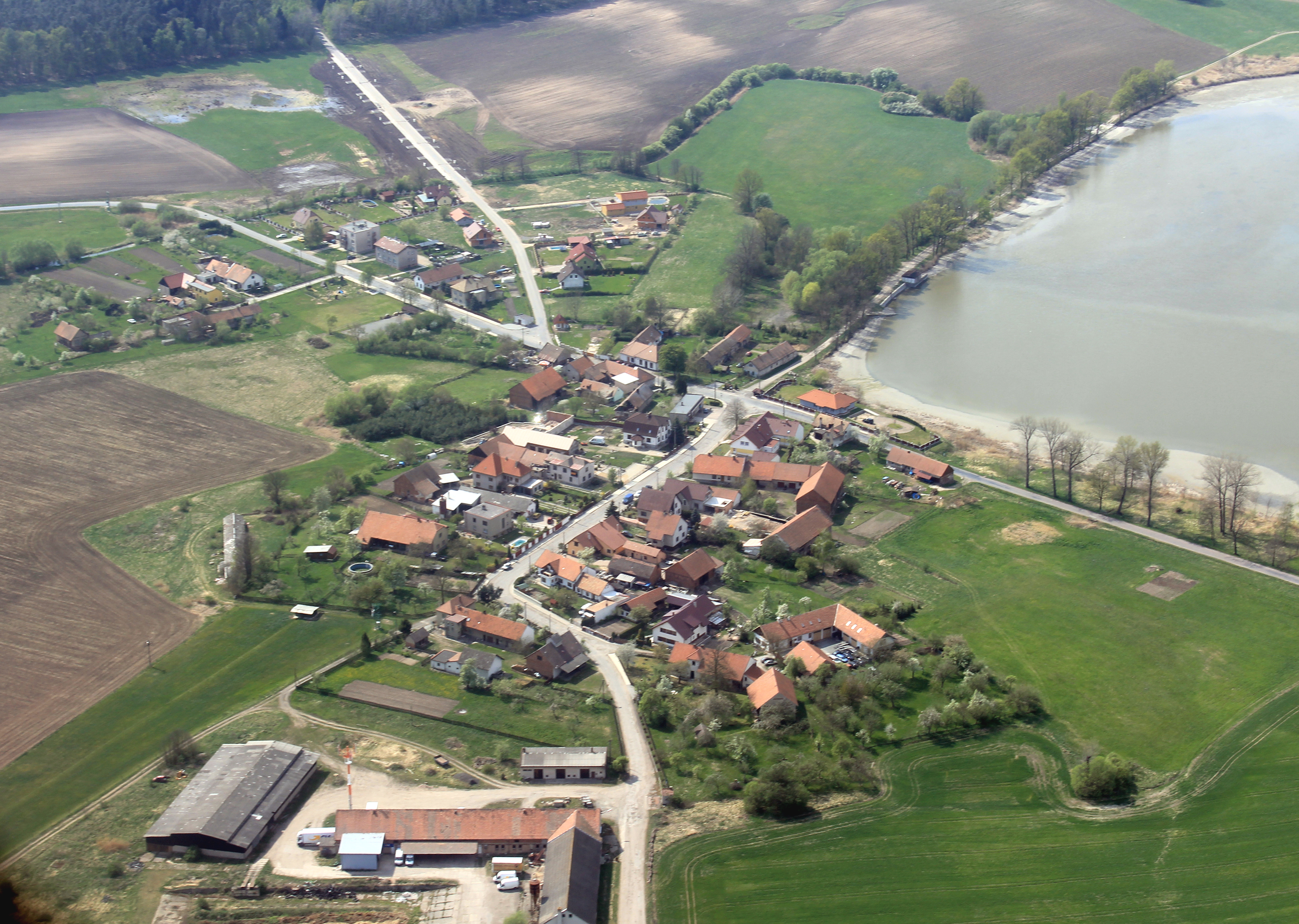
Újezd u Sezemic : vue aérienne.

La commune est limitée par Bukovina nad Labem et Borek au nord, par Býšť à l'est, par Rokytno au sud, et par Dříteč à l'ouest.

## Histoire
La première mention écrite de la localité date de 1436.

## Administration
La commun se compose de deux sections :
- Újezd u Sezemic
- Zástava

## Transports
Par la route, Újezd u Sezemic se trouve à 13 km de Pardubice, à 15 km de Hradec Králové et à 122 km de Prague. 